# Dirphia ayuruoca
Dirphia ayuruoca är en fjärilsart som beskrevs av Foetterle 1901. Dirphia ayuruoca ingår i släktet Dirphia och familjen påfågelsspinnare. Inga underarter finns listade i Catalogue of Life.